# 沢村 (松本市)
沢村（さわむら）は長野県松本市の市街地の北側の町名。現行行政地名は沢村1丁目から沢村3丁目。住居表示実施済み。郵便番号は390-0877。沢村一丁目には文化村跡などの史跡が存在する。

## 概要
旧歩兵第50連隊の射撃場の跡地を利用して沢村公園、沢村軟式庭球場、沢村市民プール、松本特別地域気象観測所、長野地方法務局松本支局がある。
こまくさ道路沿いには商店が多く、信州大学に近いため学生向けのアパートが多い。
明治以後、公営の食肉工場が設けられたが、昭和38年以降は市内島内平瀬に移転した。
地理的には大門沢川に挟まれた範囲が沢村で、町名の由来もこの川に基づいている。大門沢川は市内の川でも渇水が多く長い間この地域の人々を困らせてきた。
1丁目の一部は城下の武家屋敷が多く俗地名で西町、御旗町などとが該当。その他は桐村（桐原分）であった。
沢村一丁目には文化村跡があり、松本出身のエッセイスト熊井明子(1940-)は、この地の出身。著書「私の部屋のポプリ」で文化村を「家々は本当に住みよかった。高台にあるためわが家の茶の間は、松本城の天守閣の五階の窓と正面に向きあっていた。どの家も花や果樹を植え、動物を飼い、子供を育てた。」と懐かしく回想している。

## 歴史
- 1967年（昭和42年）7月1日 - 1〜3丁目で住居表示実施[4]。

## 世帯数と人口
2020年（令和2年）9月1日現在の世帯数と人口は以下の通りである。
| 丁目      | 世帯数    | 人口    |
| --------- | --------- | ------- |
| 沢村1丁目 | 346世帯   | 764人   |
| 沢村2丁目 | 587世帯   | 1,233人 |
| 沢村3丁目 | 618世帯   | 1,345人 |
| 計        | 1,551世帯 | 3,342人 |

## 小・中学校の学区
小中学校の学区は以下の通りである。
| 町会名            | 小学校             | 中学校             |
| ----------------- | ------------------ | ------------------ |
| 沢村 白金町       | 松本市立開智小学校 | 松本市立旭町中学校 |
| 西町 元原町の一部 | 松本市立旭町小学校 | 松本市立旭町中学校 |